# NGC 3361
NGC 3361 ist eine Balken-Spiralgalaxie vom Hubble-Typ SBc im Sternbild Sextant. Sie ist schätzungsweise 79 Millionen Lichtjahre von der Milchstraße entfernt.
Das Objekt wurde im Jahre 1880 von Andrew Ainslie Common entdeckt.